# Freddy Rodríguez
Freddy Rodríguez (ur. 17 stycznia 1975 w Chicago) – amerykański aktor i producent filmowy.
Wystąpił w roli Hectora Federico „Rico” Diaza w serialu HBO Sześć stóp pod ziemią (Six Feet Under, 2001–2005), jako Giovanni „Gio” Rossi w serialu ABC Brzydula Betty (Ugly Betty, 2007) i jako El Wray w kasowym horrorze akcji Roberta Rodrigueza Grindhouse Vol. 2: Planet Terror (Planet Terror, 2007), a także jako dr Michael Ragosa w pierwszych dwóch sezonach serialu medycznego NBC Nocna zmiana (The Night Shift, 2014–2015). W 2016 dołączył do obsady serialu sądowego CBS Bull jako Benjamin „Benny” Colón, były szwagier Bulla (Michael Weatherly).

## Życiorys

### Wczesne lata
Urodził się w Chicago, w Illinois w rodzinie pochodzenia portorykańskiego. Jego matka była gospodynią domową, a jego ojciec pracował jako woźny. Oboje jego rodzice wspierali Rodrigueza w karierze aktorskiej. Uczęszczał do Lincoln Park High School w Chicago i ukończył wydział dramatyczny.Pierwsze kroki stawiał na deskach chicagowskich teatrów, gdzie zagrał w ponad dwunastu przedstawieniach, w tym Czarownice z Salem, Dwunastu gniewnych ludzi i Zabić drozda. Podczas występów został zauważony przez przedstawicieli Chicago Center for the Gifted, którzy zaproponowali mu dwuletnie stypendium aktorskie.

### Kariera
Zadebiutował w roli 15-letniego Terry’ego Griffa (dorosłego grał Billy Wirth), który zostaje skazany za morderstwo w sensacyjnym dramacie kryminalnym The Fence (1994). Po występie jako Pedro Aragón Jr. w melodramacie meksykańskiego reżysera Alfonso Arau Spacer w chmurach (A Walk in the Clouds, 1995) u boku Keanu Reevesa i Giancarla Gianniniego, zagrał weterana wojny w Wietnamie w dramacie Martwi prezydenci (Dead Presidents, 1995) z Larenzem Tate i Chrisem Tuckerem i komedii Szkodnik (The Pest, 1997) z Johnem Leguizamo jako Ninja. Philippe Mora obsadził go w tytułowej roli Josepha Kellera w dramacie rodzinnym Joseph’s Gift (1998), współczesnej opowieści o biblijnej historii Józefa, syna Jakuba, gdzie wystąpili także: Brion James, John Saxon i Pamela Bellwood. Następnie wystąpił w dreszczowcu Shock Television (1998), komedii młodzieżowej Szalona impreza (Can’t Hardly Wait, 1998) z Jennifer Love Hewitt oraz dreszczowcu Briana Helgelanda Godzina zemsty (Payback, 1999) z Melem Gibsonem.
Jako Leonel Sandoval w telewizyjnym biograficznym dramacie muzycznym HBO Miłość lub ojczyzna. Historia Artura Sandovala (For Love or Country: The Arturo Sandoval Story, 2000) w reż. Josepha Sargenta u boku Andy’ego Garcíi otrzymał ALMA Award w kategorii wybitna latynoska obsada filmu telewizyjnego lub miniserialu. Rozgłos przyniosła mu rola wrażliwego i zamkniętego w sobie Hectora Federico „Rico” Diaza w serialu HBO Sześć stóp pod ziemią (Six Feet Under, 2001–2005), otrzymał nominację do nagrody Emmy. Ponadto pojawił się w dramacie fantasy M. Night Shyamalana Kobieta w błękitnej wodzie (Lady in the Water, 2006) i remake’u filmu Tragedia „Posejdona” – Posejdon (Poseidon, 2006) w reż. Wolfganga Petersena.

## Życie prywatne
23 grudnia 1995 poślubił Marię Elise Riverę, z którą ma dwóch synów: Giancarlo i Elijaha.

## Filmografia
- Spacer w chmurach (A Walk in the Clouds, 1995) jako Pedro Aragón Jr.
- Martwi prezydenci (Dead Presidents, 1995) jako Jose
- W szponach szaleństwa (Seduced by Madness: The Diane Borchardt Story, 1996) jako Michael Maldonado
- Szkodnik (The Pest, 1997) jako Ninja
- Szalona impreza (Can't Hardly Wait, 1998) jako T.J.
- Shock Television (1998) jako Eddie
- Joseph’s Gift (1998) jako Joseph Keller
- Godzina zemsty (Payback, 1999) jako Punk
- Oh Grow Up (1999) jako Deke
- Miłość lub ojczyzna. Historia Artura Sandovala (For Love or Country: The Arturo Sandoval Story, 2000) jako Leonel
- Static Shock (2000–2004) jako (głos) (gościnnie)
- Sześć stóp pod ziemią (Six Feet Under, 2001–2005) jako Federico Diaz
- Granice miasta (Beyond the City Limits, 2001) jako Topo
- Hoży doktorzy (Scrubs, 2001) jako Mark Espinosa (gościnnie)
- Showboy (2002) jako on sam
- Młodzi Tytani (Teen Titans, 2003) jako Mas y Menos (gościnnie)
- Dallas 362 (2003) jako Rubin
- Victor and Eddie (2003) jako Eddie
- Papi i dziewczyny (Chasing Papi, 2003) jako Victor
- Pledge of Allegiance (2003) jako Sean Macintyre
- Al Roach: Private Insectigator (2004) jako Rzucony na ścianę
- Wyścig marzeń (Dreamer: Inspired by a True Story, 2005) jako Manolin
- Spustoszenie (Havoc, 2005) jako Hector
- Ciężkie czasy (Harsh Times, 2005) jako Mike Alvarez
- Bobby (2006) jako Jose
- Posejdon (Poseidon, 2006) jako Marco Valentin
- Scooby-Doo: Ahoj piraci! (Scooby-Doo! Pirates Ahoy!, 2006) jako Rupert Garcia
- Kobieta w błękitnej wodzie (Lady in the Water, 2006) jako Reggie
- Grindhouse Vol. 2: Planet Terror (Planet Terror, 2007) jako El Wray